# Région autonome de la Côte caraïbe nord
La région autonome de la Côte caraïbe nord (en espagnol : Región Autónoma de la Costa Caribe Norte) est une des deux régions autonomes du Nicaragua. Elle s'étend sur 32 159 km2 et a une population de 520 204 habitants en 2019. Sa capitale est Puerto Cabezas.

## Histoire
La région est issue de la division, en 1986, de l'ancien département de Zelaya en deux régions autonomes de l'Atlantique nord et de l'Atlantique sud, rebaptisées depuis Côte caraïbe nord et sud.

## Géographie
La région a une façade maritime, à l'est, sur la mer des Antilles.
Elle est en outre limitrophe :
- au nord, de la république du Honduras ;
- au sud, de la région autonome de la Côte caraïbe sud ;
- au sud-ouest, du département de Matagalpa  ;
- à l'ouest, du département de Jinotega.

## Municipalités
La région autonome est subdivisée en huit municipalités :
- Bonanza
- Mulukuku
- Prinzapolka
- Puerto Cabezas
- Rosita
- Siuna
- Waslala
- Waspam